# Stadler Tango
De Tango is een modulair tram-concept van het Zwitserse Stadler Rail. 

## Varianten
De Tango is verkrijgbaar in versies met een hoge vloer (geschikt voor Stadtbahn-lijnen) of met een grotendeels lagevloer. De Tango is er als eenrichtingsvoertuig (onder meer Basel) en als tweerichtingstram (onder meer Genève en Bochum). En er zijn varianten geschikt voor een spoorwijdte van  1000 mm (meterspoor) en  1435 mm (normaalspoor). Zodoende kunnen Tango voertuigen sterk van elkaar verschillen; slechts de varianten van Bazel en Genève zijn grotendeels gelijk aan elkaar. Wel zijn de trams voor de Appenzeller Bahnen op deze versies gebaseerd.

## Overzicht
| Serie               | Afbeelding | Vervoerder                                      | In dienst gesteld | Aantal voertuigen | Aantal delen | Aandrijving                 |
| ------------------- | ---------- | ----------------------------------------------- | ----------------- | ----------------- | ------------ | --------------------------- |
| Tango (Bogestra)    |            | Bogestra in Bochum                              | 2007              | 6                 | 2            | Gelijkstroom / Bovenleiding |
| Tango (SSB)         |            | Stuttgarter Straßenbahnen AG (SSB) in Stuttgart | 2013 2016         | 20 20             | 2            | Gelijkstroom / Bovenleiding |
| Tango (Rhônexpress) |            | Tram van Lyon, Rhônexpress in Lyon              | 2010              | 6                 | 2            | Gelijkstroom / Bovenleiding |
| Tango (BLT)         |            | Baselland Transport (BLT) in Bazel              | 2008/2011/2014    | 4 + 15 + 19       | 6            | Gelijkstroom / Bovenleiding |
| Tango (TPG)         |            | Transports Publics Genevois (TPG) Genève        | 2011/2014         | 32 + 24 (optie)   | 6            | Gelijkstroom / Bovenleiding |
| Tango (AB)          |            | Appenzeller Bahnen (AB)                         | 2017              | 7                 | 6            | Gelijkstroom / Bovenleiding |